# Josep Maria Isern i Monné
Josep Maria Isern i Monné (Reus, 24 d'agost del 1932) és un músic professor i escriptor català.

## Biografia
Es diplomà en Ciències a l'Escola Normal de Lleida, i és professor de física, matemàtiques i música en diversos centres. S'ha dedicat a la numerologia i a la simbologia, fent recerca, especialment, del món dels templers dels que, avui en dia, se'l pot considerar com un dels màxims especialistes. Ha publicat dos llibres sobre els templers (el segon, una edició ampliada del primer); el juny del 2010 guanyà el "Premi Nacional "Templarios-OMECT 2010. Rama Cultural", per les seves recerques sobre el tema, que convocà el "Consejo Nacional de la Orden Española de los Caballeros Templarios". Toca el piano, orgue i acordió i com a compositor és autor d'havaneres i sardanes i cançó melòdica. El 2009 va dedicar un criptograma-laberint visual a la Biblioteca de Catalunya.
Conferències a la Biblioteca Nacional de Catalunya, Biblioteca Arús, Castell del Papiol, Castell de Palau Solità i Plegamants, Temple Romà de Vic, Guillem de Bergadà a Puig Reig, Castell de Palau-Solità i Plegamans, Biblioteques del Baix Llobregat (Esplugues, Sant Feliu, Molins de Rei, Pallejà, Sant Andreu de la Barca), Hospitalet, al Centre de Lectura i Biblioteca Amorós de Reus, La Selva del Camp, a Tarragona, Vilaseca, El Vendrell, Casa de las Conchas, Centro Cultural Villahermosa i Facultat de Geografia i Història (Salamanca), Centre Cultural de l'Exèrcit, Espai Ronda i Casa de Guadalajara a Madrid, Palau Dávalos i Casino de Guadalajara, Brihuega, Horche, Atienza, Col·legiata de Medinaceli i Casino Círculo Amistad Numancia a Soria, Palau Benavente a Valladolid, Centre Lleonès de Cultura a Lleó, etc., etc. són llocs assenyalats on ha deixat la seva empremta Isern amb les explicacions sobre les seves recerques.

## Obra
- El Cuadro Mágico de los Templarios. Guadalajara: Aache, 2008 ISBN 978-84-96885-51-6
- El Cuadro Mágico de la Orden del Temple: la clave del enigma. Guadalajara: Aache, 2009 ISBN 9788496885998
- Ignacio Calvo: Personalidad del cura de misa y olla. Guadalajara: Aache, 2005 ISBN 84-96236-52-8
- Poesia, Cançó, Prosa, Melodia. Reus: Gràfiques Estel, 2005 ISBN 8460962490
- Poesía, Canción, Prosa, Melodía. Reus: Gràfiques Estel, 2005 ISBN 846097040X
- Som i Serem. Sant Feliu de Llobregat: D@TA, 2018 ISBN 84-609-6249-8 Error en ISBN: suma de verificació no vàlida
- Matemàtiques intuïtives i Numerologia Esplugues de Llobregat NB, 2020 Dipòsit Legal:B.5397-2020

## Sardanes
- Catalunya endavant (1978), sardana coral a 4 veus mixtes, lletra i música Josep M. Isern
- La fira d'Alcover (1976), lletra Isidor Isern i Arnau. Música Josep M. Isern
- El Morell (1995), lletra i música Josep M. Isern
- Sant Climent de Llobregat (2005), lletra i música de Josep M.Isern, enregistrada per la cobla Selvatana en el DC Sant Climent de Llobregat. Ciutat Pubilla de la Sardana 2008  (Barcelona: Audiovisuals de Sarrià, 2008 ref. AVS 52094)
- Sant Joan Despí (1975), lletra i música de Josep M.Isern
- Torrelles (1975)[1]